# Ana Lasić
Ana Lasić (n. 8 ianuarie 1972 la Belgrad, Iugoslavia) este o scenaristă slovenă  și dramaturgă de origine sârbă.

## Biografie
S-a născut la 8 ianuarie 1972 la Belgrad, Iugoslavia. Lasić a studiat la Facultatea de Arte Dramatice (Факултет драмских уметности) din Belgrad, Universitatea de Arte unde a terminat cu o diplomă,  lucrarea sa de licență sub forma unei piese de teatru, Gde ti živiš?, a primit premiul Slobodan-Selenić pentru cea mai bună activitate de absolvire a Facultății de Arte Dramatice (Nagrada „Selenić” za najbolju diplomsku dramu na FDU). 
Ea predă cursuri de scenaristică ca profesor asociat la Academia de Stat pentru Teatru, Film și TV (AGRFT) din Ljubljana. Ana Lasić locuiește în Slovenia din 2000.
Câteva citate ale lui Lasić din interviurile sale din Serbia (pentru Večernje novosti) și din Slovenia (pentru  RTV) din anii 2006 și 2016, sunt rezumate astfel: 
Cred că migrația este o stare de spirit care este inerentă ființei umane, are ceva sănătos, oferă o viziune mai realistă asupra lumii. Nu m-am considerat niciodată un artist sârb, rămâne întrebarea dacă mă voi simți vreodată ca un sloven sau în alt fel. Cred că oamenii care au ceva de oferit lumii, nici nu se gândesc cărui [popor] aparțin.

## Muncă

### Teatru
- Ulični psi (co-autor Đorđe Milosavljević ), bazat pe filmul Reservoir Dogs (Profesioniștii crimei), premiera la BITEF 1997.[3]
- Gde ti živiš? (Unde locuiești?), Revista de teatru Scena, 2000.[4]

Piesa Gde ti živiš? a obținut locul al treilea în cadrul celui de-al doilea concurs de dramă vienez pentru autori din fosta Iugoslavie în 2000, a fost tradusă în limba germană și a fost publicată într-o ediție de carte cu două volume, incluzând toate versiunile originale; organizatorii au fost membrii ai grupului freelance Theater m.b.H care nu mai există de câțiva ani. Traducerea germană a fost prezentată ca lectură de scenă la Stückemarkt din Berliner Theatertreffen 2003. Premiera germană a avut loc Theaterforum Kreuzberg în 2008.
Piesa prezintă un grup de tineri care încearcă să-și umple viața cu lucruri importante și cu dragoste. Acțiunea are loc în starea de urgență politică de la Belgrad, dar excesul de droguri, promiscuitatea, violența și absența simțului existențial sunt rezultatul faptelor lor. Încercările lor fără speranță de a depăși dependența de droguri, fuga lor de realitate și dorul de a-și reîncepe viața într-o altă țară transmit imaginea unei generații pierdute în societatea distrusă a Belgradului. Piesa are loc în decembrie 1998, după protestele sârbe anterioare și înainte de iminentul război din Kosovo. 
- Za sada nigde (For Now Nowhere), premiera la Teatrul Național Slovac din Ljubljana (Slovensko narodno gledališče Drama Ljubljana) în 2005.[7]

Piesa Za sada nigde  a primit premiul Dominik Smole pentru cea mai bună piesă la Borštnikovo srečanje 2006 în Maribor, Slovenia. Premiera în limba sârbă a avut loc la Teatrul Dramatic Iugoslav (Југословенско драмско позориште) din Belgrad în 2009. 
- Fužinski bluz, bazat pe romanul lui Andrej E. Skubic, premiera la Teatrul Național Slovac din Ljubljana 2005.[8]

Piesa Fužinski bluz a fost jucată și la bienala de teatru din 2006 de la Hessisches Staatstheater din Wiesbaden. 
- Romanovela - Love in Translation, 2005.[9]

PiesaRomanovela - Love in Translation abordează prejudecățile culturale și etnice dintre rromi și gadze (cei care nu sunt rromi). S-a jucat în Austria (la Volkshaus Graz, prima premiera), Slovacia (la Casa de Cultură - Dom kultúry Zrkadlový Háj , a doua premieră), Ungaria (la Tűzraktér Budapesta), Italia (la Teatro di San Faustino Sarezzo), România (la Teatrul Bulandra) și Slovenia (la Gledališče Koper), turneu susținut de programul UE Culture 2000, inclusiv prin participarea creativă a Teatrului Romathan din Košice (Divadlo Romathan). 
- Un veac de singurătate, adaptare a romanului omonim scris de Gabriel García Márquez, 2016.

Piesa Un veac de singurătate (scrisă în colaborare cu Ivo Svetina) a fost programată să aibă premiera în colaborare cu UDG Culture Guadalajara în decembrie 2016, dar nu a fost realizată din cauza morții subite și neașteptate a regizorului Tomaž Pandur.

### Film
- Ruševine (Ruine), lungmetraj 2004 (coautor Janez Burger).[12][13]

Filmul Ruševine a primit premiul pentru cel mai bun film la cel de-al șaptelea festival de film sloven. A fost prezentat la mai multe festivaluri de film din Europa și Statele Unite, inclusiv la Festivalul de Film de la Rotterdam, Karlovy Vary, Minneapolis, Motovun și Palm Springs . 
- Angela Vode, skriti spomin (Angela Vode, Amintiri ascunse), film de televiziune, 2009, co-scenarist.[14]
- Na terapiji, scenaristă, adaptarea slovenă a seriei de filme Pop TV, BeTipul, 2011.[15]
- Balkan Is Not Dead (Балканот не е мртов), lungmetraj, 2012, co-scenarist. [16]
- Avtošola (Școala de șoferi), film de televiziune, 2014, co-scenaristă.[17] [18]